# Schietsport op de Paralympische Zomerspelen

De schietsport is een van de sporten die op het programma van de Paralympische Spelen staan. De sport staat onder auspiciën van de Internationaal Paralympisch Comité (IPC).

## Classificatie
Door het classificatiesysteem kunnen sporters met verschillende beperkingen samen strijden, hetzij individueel, hetzij in teams. Afhankelijk van de beperkingen worden de schutters sinds de spelen van Barcelona in 1992 in drie categorieën ingedeeld;
- SH1: schutters die geen artificiële wapensteun nodig hebben.
- SH2: schutters die een wapensteun nodig hebben, omdat ze niet in staat zijn om het gewicht van een wapen te torsen.
- SH3: schutters met een visuele beperking. (sinds de spelen van 2000 niet meer actief op de Paralympische Spelen)

## Evenementen
Op de Spelen zijn er onderdelen voor luchtgeweren en voor pistolen. Ook zijn er drie verschillende afstanden; 10, 25 en 50 meter. De regels variëren per geweertype, de afstand, de schiethouding, het aantal schoten en de tijdslimiet. Er wordt op een vast doel geschoten.

## Geschiedenis
De schietsport staat vanaf 1976 in Toronto op het paralympisch programma. Vier jaar later tijdens de spelen van 1980 in Arnhem deden de vrouwen voor het eerst mee en waren er gemengde onderdelen.